# Dalserf
Dalserf är en ort i Storbritannien.   Den ligger i kommunen South Lanarkshire och riksdelen Skottland, i den centrala delen av landet, 500 km nordväst om huvudstaden London. Dalserf ligger 54 meter över havet och antalet invånare är 17 985.
Terrängen runt Dalserf är huvudsakligen platt, men åt sydost är den kuperad. Dalserf ligger nere i en dal. Runt Dalserf är det ganska tätbefolkat, med 65 invånare per kvadratkilometer. Närmaste större samhälle är East Kilbride, 16,6 km väster om Dalserf. Trakten runt Dalserf består i huvudsak av gräsmarker.